# Спенс, Джон
Джон Спенс (John Charles Howorth Spence; 4 апреля 1946, Канберра, Австралия — 28 июня 2021) — австралийско-американский физик, специалист по физике конденсированного состояния, с трудами, имеющими значение для биологии и материаловедения, лидер в области разработки и приложения электронной микроскопии атомного разрешения.
Член Австралийской АН (2016), иностранный член Лондонского королевского общества (2015), доктор философии (1973), регент-профессор Университета штата Аризона (c 1996).

## Биография
Окончил Мельбурнский университет со степенями бакалавра физики с отличием (1969), магистра (1971), доктора философии по физике (1973). Являлся постдоком в Оксфорде на кафедре материаловедения. Затем присоединился к группе профессора John M. Cowley в Университете штата Аризона, в котором ныне регент-профессор (с 1996), он также является там именным профессором (Richard Snell Professor) физики и директором по науке Научно-технического центра «Biology with X-ray Lasers» (BioXFEL) Национального научного фонда.
Фелло Американской ассоциации содействия развитию науки (2008) и Американского физического общества (1990), Microscopy Society of America (2009), Royal Microscopy Society, британского Института физики (1995).
Имеет двойное австралийско-американское гражданство.
Автор более 450 рецензированных публикаций, его индекс Хирша составляет 50.

## Награды и отличия
- Burton Medal, Electron Microscopy Society of America (1980)
- Alexander von Humbolt Senior Scientist Award (1991)
- FEMS[англ.] Distinguished Lecture Award (2003)
- Distinguished Scientist Award, Microscopy Society of America[англ.] (2006)
- Martin J. Buerger Award, Американская кристаллографическая ассоциация (2012)
- J.M. Cowley Medal, International Federation of Societies for Microscopy[англ.] (2014)[9]